# Saturn Aviakompania
Saturn Aviakompania was een Russische luchtvaartmaatschappij met haar thuisbasis in Rybinsk-Staroselye.

## Geschiedenis
Saturn Aviakompania is in 2001 opgericht door Rybinsk Motors Production Association welke stamt van 1937 en al in 1914 gevormd werd als Rybinsk Aircraft Motors Factory. De maatschappij is opgeheven in 2009.

## Vloot
De vloot van Saturn Aviakompania bestaat uit:(nov.2006)
- 2 Yakolev Yak-40K
- 1 Antonov AN-26B